# Pseudarchaster ornatus
Pseudarchaster ornatus is een kamster uit de familie Pseudarchasteridae.
De wetenschappelijke naam van de soort werd in 1950 gepubliceerd door Djakonov.